# Crochu River
Crochu River ist ein Fluss auf der Insel Grenada im Atlantik.

## Geographie
Der Fluss entspringt im Gebiet von Pomme Rose im Süden von Grenada. Er verläuft nach Südosten und mündet bei Crochu Estate in den Atlantik.